# Metaphycus praevidens
Metaphycus praevidens är en stekelart som först beskrevs av Filippo Silvestri 1915.  Metaphycus praevidens ingår i släktet Metaphycus och familjen sköldlussteklar. Inga underarter finns listade i Catalogue of Life.